# Ali Nasir Muhammad
Ali Nasir Muhammad (ur. 31 grudnia 1939) – polityk Jemenu Południowego. Pełnił kolejno funkcje: premiera (1971–1980), przewodniczącego Rady Prezydenckiej (26 czerwca – 27 grudnia 1978). W kwietniu 1980, po rezygnacji prezydenta Abd al-Fattaha Isma’ila objął funkcję głowy państwa i sekretarza generalnego Jemeńskiej Partii Socjalistycznej. Usunięty w wyniku wojny domowej w styczniu 1986, zbiegł do Jemenu Północnego. Podczas wojny domowej w 1994 poparł rząd w Sanie i wystąpił przeciwko powstańcom z Południa. Podczas powstania w 2011 poparł siły opozycyjne.